# إيفا-ماريا نيهر
إيفا-ماريا نيهر (بالألمانية: Eva-Maria Neher)‏ هي كيميائية ألمانية، ولدت في 22 نوفمبر 1950 في حوض الرور في ألمانيا.

## السيرة الذاتية
ولدت نهير في مولهايم، ألمانيا. كان تعليمها الأكاديمي الأول كطالبة جامعية في علم الأحياء الدقيقة بين عامي 1969 و1973 في جامعة غوتينغن، حيث حصلت على دبلوم في علم الأحياء في عام 1974، كما حصلت على درجة الدكتوراه في الكيمياء الحيوية من الجامعة نفسها.
عملت إيفا بعد ذلك في الجامعة نفسها كعالمة وعضو هيئة تدريسية في عام 1977. بين عامي 1977 و1978، أجرت أبحاثاً لما بعد الدكتوراه في معهد ماكس بلانك للكيمياء الحيوية في قسم البيولوجيا الجزيئية في غوتينغن. أثناء وجودها في مختبر تشارلز ستيفنز في جامعة ييل للعمل على الدكتوراه الخاصة بهان التقت وتعرفت على إرنست نهير. عملت معه في مختبر التحقيقات الشبابية، ومن ثم تزوجته في 26 أيلول، 1978. ولد أولادهم الخمسة ريتشارد وبنجامبن وكارولا وسيغموند ومارغريت بحلول عام 1991.
من عام 1978 حتى عام 1985، كانت إيفا عالمة هيئة تدريسية بمعهد الكيمياء الفيزيولوجية بجامعة غوتينغن، ثم أخذت بعدها إجازة الأمومة. خلال فترة إجازتها، قامت بتدريس دورات تجريبية في الكيمياء وعلم الأحياء في مدرسة والدورف الحرة في غوتينغن[2]. ساعدها هذا على تطوير منهجها الخاص بمختبر غوتينغن إكس لاب الذي أسسته في عام 2000، وهو مختبر تجريبي للشباب. كانت منذ ذلك الحين العضو المنتدب والمدير التنفيذي له. يقع المختبر في مبنى منفصل في الحرم الشمالي منذ عام 2004.
عندما كانت نهير أستاذة بجامعة غوتينغن، زارت موسكو في حزيران من عام 1999؛ وفي عام 2013 كانت عضواً مشاركاً في المعرض الدولي للتعليم العالي التقني في موسكو.